# 阿刻索
阿刻索（英語：Aceso）是希腊神话中主司治愈、康复的女神，她是阿斯克勒庇俄斯和厄庇俄涅的女儿，许癸厄亚、伊阿索（Iaso）、阿格萊亚（Aglaea）、帕那刻亚的姐妹。